# Blé tendre
Triticum aestivum subsp. aestivum
 (février 2018).
Pour les articles homonymes, voir Froment.
Sous-espèce
Le Blé tendre ou Froment (Triticum aestivum subsp. aestivum) est une espèce de plantes monocotylédones de la famille des Poaceae (Graminées), sous-famille des Pooideae.
Domestiquée dans le Croissant fertile il y a environ 6 000 ans, cette plante cultivée (ou cultigène) comme céréale, est actuellement l'espèce de blé la plus cultivée dans le monde (environ 95 %),, notamment en France, tant pour ce qui est de la surface que du tonnage.

## Origine
Le Blé tendre Triticum aestivum subsp. aestivum est une espèce hexaploïde qui résulte d'une double hybridation :
1. Le croisement spontané, il y a environ 200 000 ans à 300 000 ans, de deux Poacées sauvages, Triticum urartu forme sauvage de Triticum monococcum (2 n = 14) et une égilope non encore identifiée mais proche d'Aegilops speltoides (2 n = 14), a donné l'Amidonnier sauvage Triticum dicoccoides (2 n = 28), qui par domestication et sélection des premiers agriculteurs du proche Orient a engendré l'Amidonnier domestique Triticum turgidum, le premier blé domestique tétraploïde (2 n = 28) ; les génomes des deux céréales se sont retrouvés fonctionnels dans le noyau de l'hybride, lequel s'est avéré fertile[5],[2],[6] ;
2. Le croisement, il y a moins de 10 000 ans, de cet hybride tétraploïde avec une autre égilope diploïde (2 n = 14), Aegilops tauschii (en), a engendré le blé tendre Triticum aestivum subsp. aestivum hexaploïde (2 n = 42).

Le Blé tendre possède ainsi trois génomes différents dans son noyau. Les genres des deux espèces fondatrices, Triticum et Aegilops, s’étaient dissociés de leur ancêtre commun il y a environ 6,5 Ma.

### Génome
Avec 42 chromosomes et environ 14,5 milliards de paires de bases, le génome du Froment n'a pu être décrit complètement qu'en 2018, par un groupe de 2 400 chercheurs créé en 2005. Le blé tendre, globalement hexaploïde (6 n avec n = 7), résulte de la réunion de trois génomes diploïdes (2 n avec n = 7). Sa formule peut s'écrire AABBDD, où :
- A représente un génome haploïde de blé (genre Triticum), celui d'une espèce proche de Triticum urartu ;
- B un génome haploïde d'égilope (Aegilops), proche d'Aegilops speltoides (égilope faux-épeautre) ;
- D un génome haploïde d'une espèce proche d'Aegilops tauschii (en), qui résulte elle-même d'une hybridation entre Triticum urartu et Aegilops speltoides.

Le génome du Blé tendre comporte 107 891 gènes (à comparer aux 22 000 d'Homo sapiens), équitablement répartis entre A, B et D. Les travaux publiés en 2018 incluent une description fine des gènes, des séquences régulatrices et des transposons.

## Histoire et appellation
Le philosophe Théophraste de Eresós (vers 371 av. J.-C. - vers 288), pendant l'époque hellénistique de Grèce antique expliquait dans son ouvrage Histoire des plantes que le froment des contrées de la mer Noire avait la réputation de mieux supporter le transport, et de se conserver plus longtemps que tout autre.
L'expression « blé tendre » s'oppose à celle de « blé dur » qui désigne la céréale méditerranéenne par excellence, prisée pour la confection de semoules et de pâtes. Le blé tendre est, bien avant les temps médiévaux, la céréale de la partie septentrionale de la France, autrefois le blé par excellence dont le broyage des grains donnait la farine blanche et les sons. Les champs céréaliers de la Lorraine en produisaient 900 000 tonnes au début des années 1990.
Il existe aujourd'hui plus de 100 variétés connues.
On trouve les noms vernaculaires suivants : blé, blé tendre, blé ordinaire, blé d'été, blé barbu de printemps, blé d'hiver, blé pour farine panifiable, froment, touselle ou touzelle.

## Description
Le blé tendre est une plante herbacée annuelle, cespiteuse, de taille moyenne, formant au niveau du sol un plateau de tallage, dont les bourgeons axillaires se transforment en tiges feuillées. Celles-ci, appelées chaumes, sont dressées et longues de 60 à 100 cm. Elles comptent en général cinq à sept nœuds ainsi que trois ou quatre feuilles véritables. La feuille la plus haute, ou feuille-drapeau, sous-tend l'inflorescence. Les entrenœuds sont creux. Les feuilles sont composées d'une gaine glabre ou pubescente en surface, munie d'auricules falciformes, d'une ligule membraneuse de 1 mm de long, et d'un limbe plat, pubescent en surface, de 10 à 60 cm de long sur 10 à 15 mm de large.
L'inflorescence est formé d'un racème, ou « épi », simple, linéaire ou oblong, bilatéral, de 5 à 18 cm de long. Les épillets fertiles, ovales, comprimés latéralement, de 10 à 15 mm de long sur 9 à 18 mm de large, comprennent de 2 à 4 fleurons fertiles, avec des fleurons réduits à l'apex. Ils sont persistants sur la plante.
Les épillets sont sous-tendus par une paire de glumes similaires, ovales, coriaces, de 6 à 11 mm de long, plus courtes que l'épillet.
La glume supérieure est aussi longue que la lemme fertile adjacente.
Les deux glumes présentent deux carènes et 5 à 9 nervures, divergentes vers l'apex chez la glume supérieure.
Elles sont glabres, pubérulentes ou villeuses en surface. Leur extrémité est mutique ou aristée, dans ce cas l'arête peut atteindre 40 mm de long..
Les fleurons fertiles sont sous-tendus par deux glumelles (lemme et paléole). La lemme ovale, cartacée, de 12 à 15 mm de long, présente 5 à 9 nervures. L'apex de la lemme est aigu, mutique ou aristé, l'arête pouvant atteindre 150 mm de long.
La paléole présente deux nervures et des carènes ailées.
Les fleurons apicaux stériles ressemblent aux fleurons fertiles mais sont moins développés.
Les fleurons fertiles comptent trois anthères et un ovaire, pubescent à l'apex, avec un appendice charnu sous le point d'insertion du style.
Le fruit est un caryopse oblong, de 5 à 7 mm de long, au péricarpe adhérent, sillonné sur le côté du hile, et poilu au sommet. Le hile est linéaire.

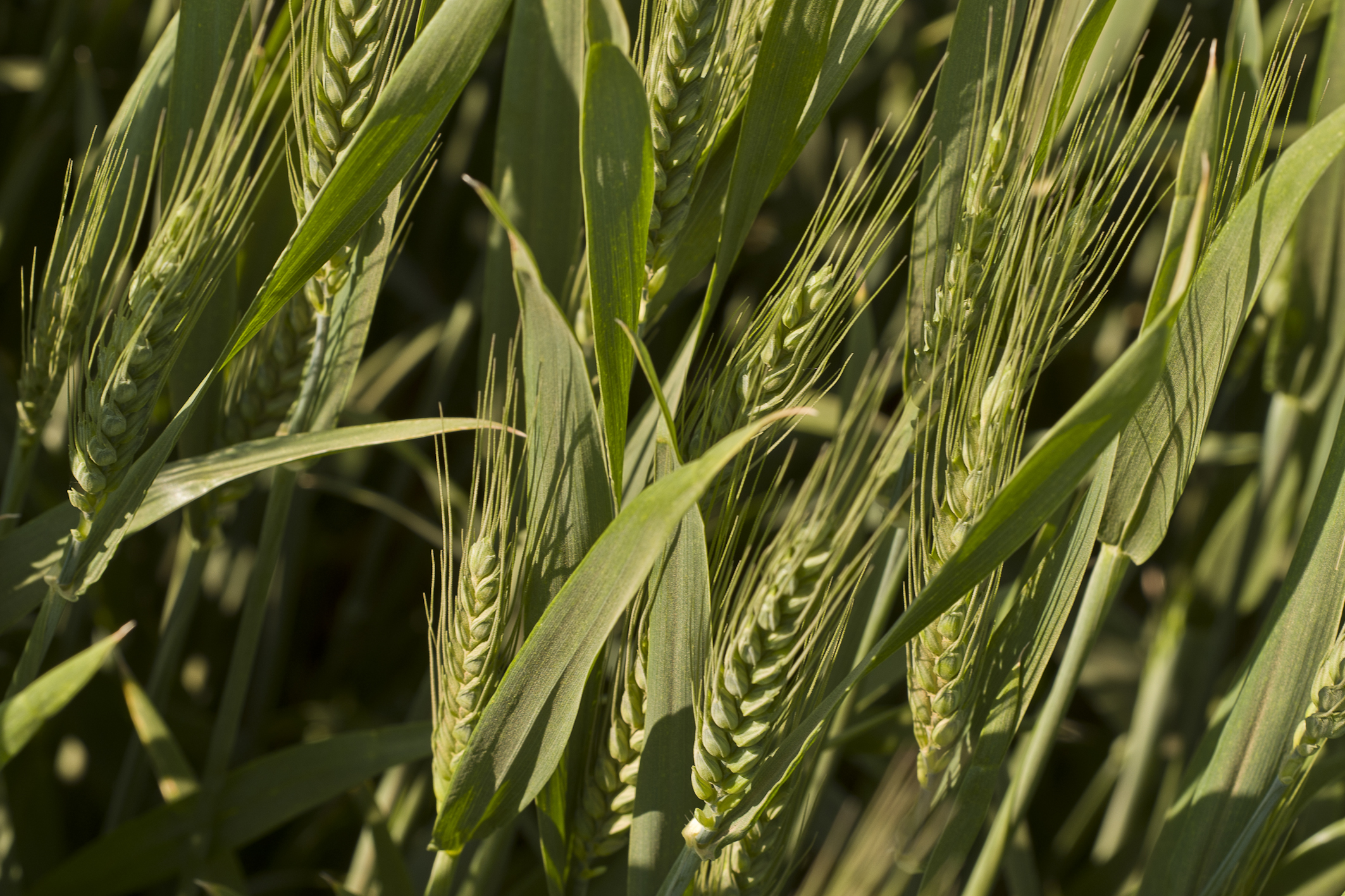
Épis d'épillets.
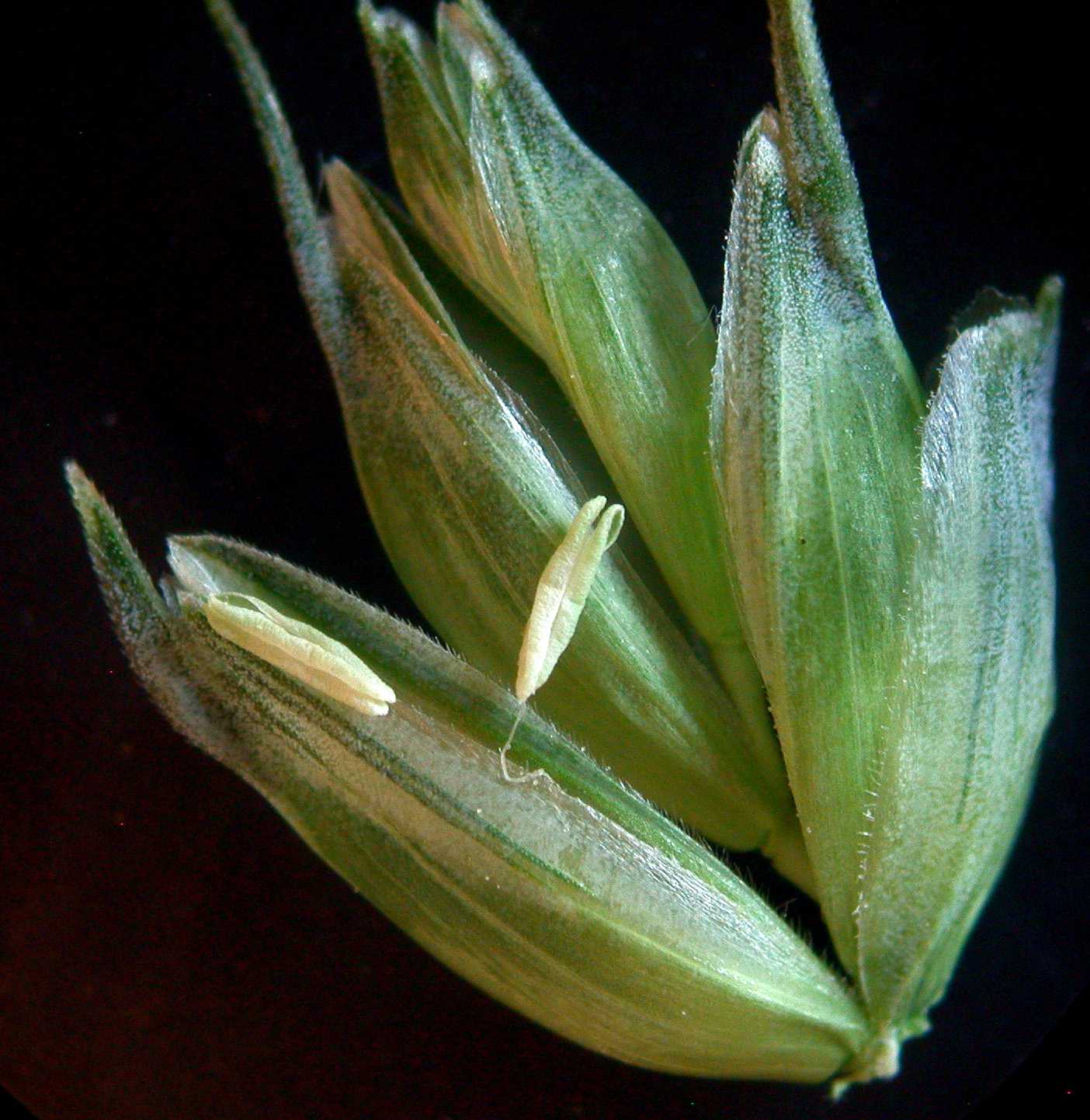
Épillet en fleur.
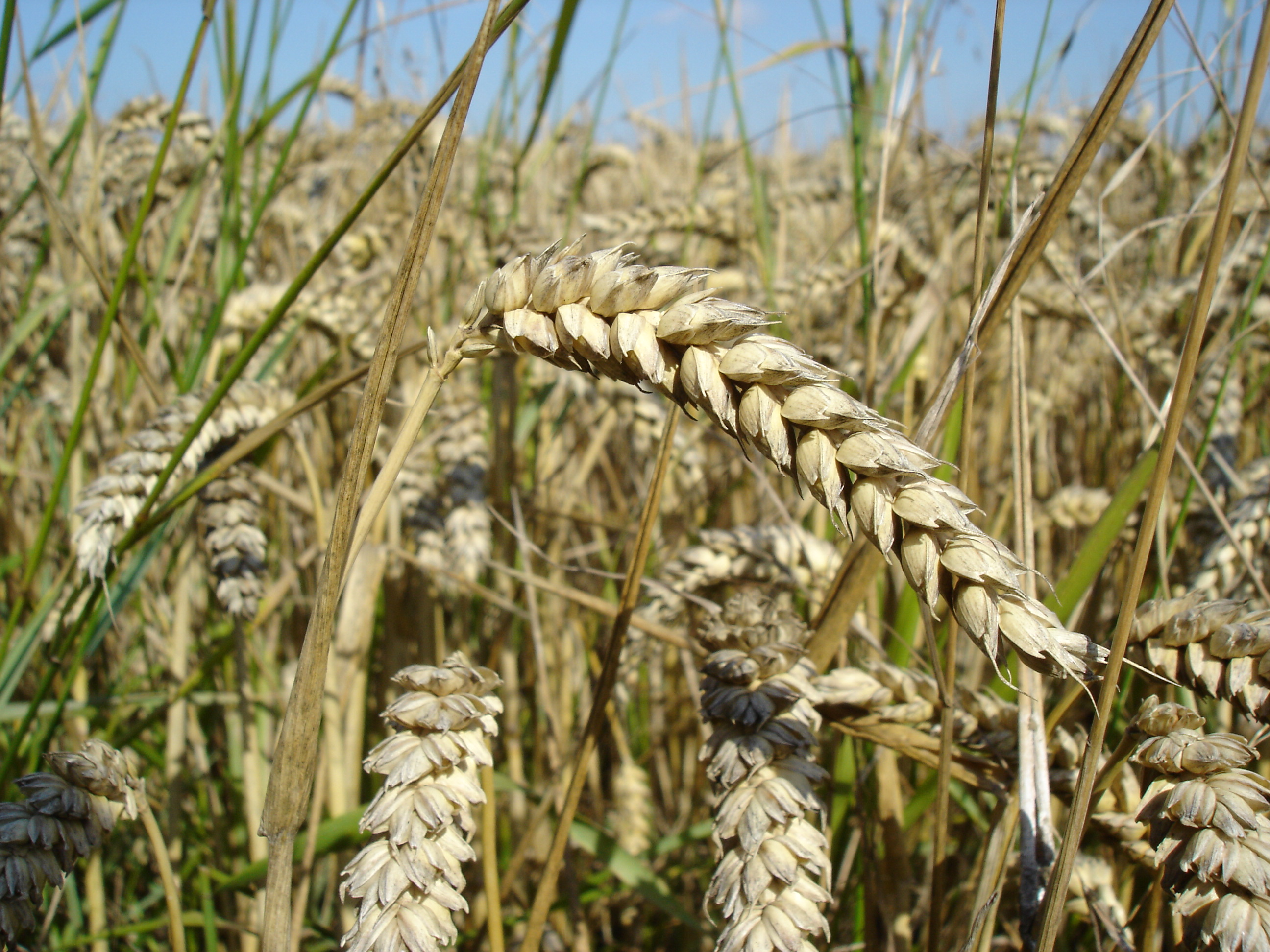
Épis mûrs.
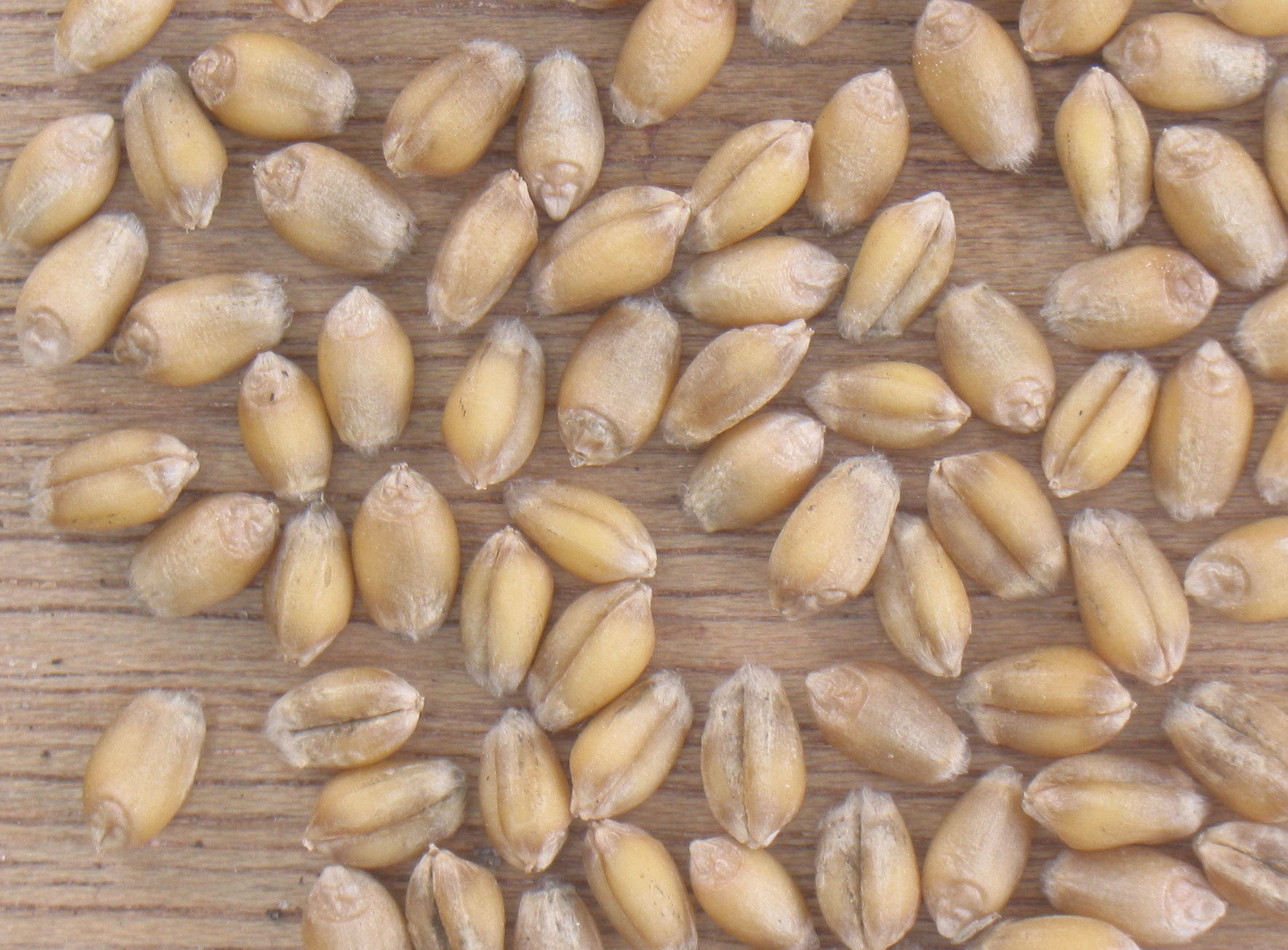
Grains de blé tendre.
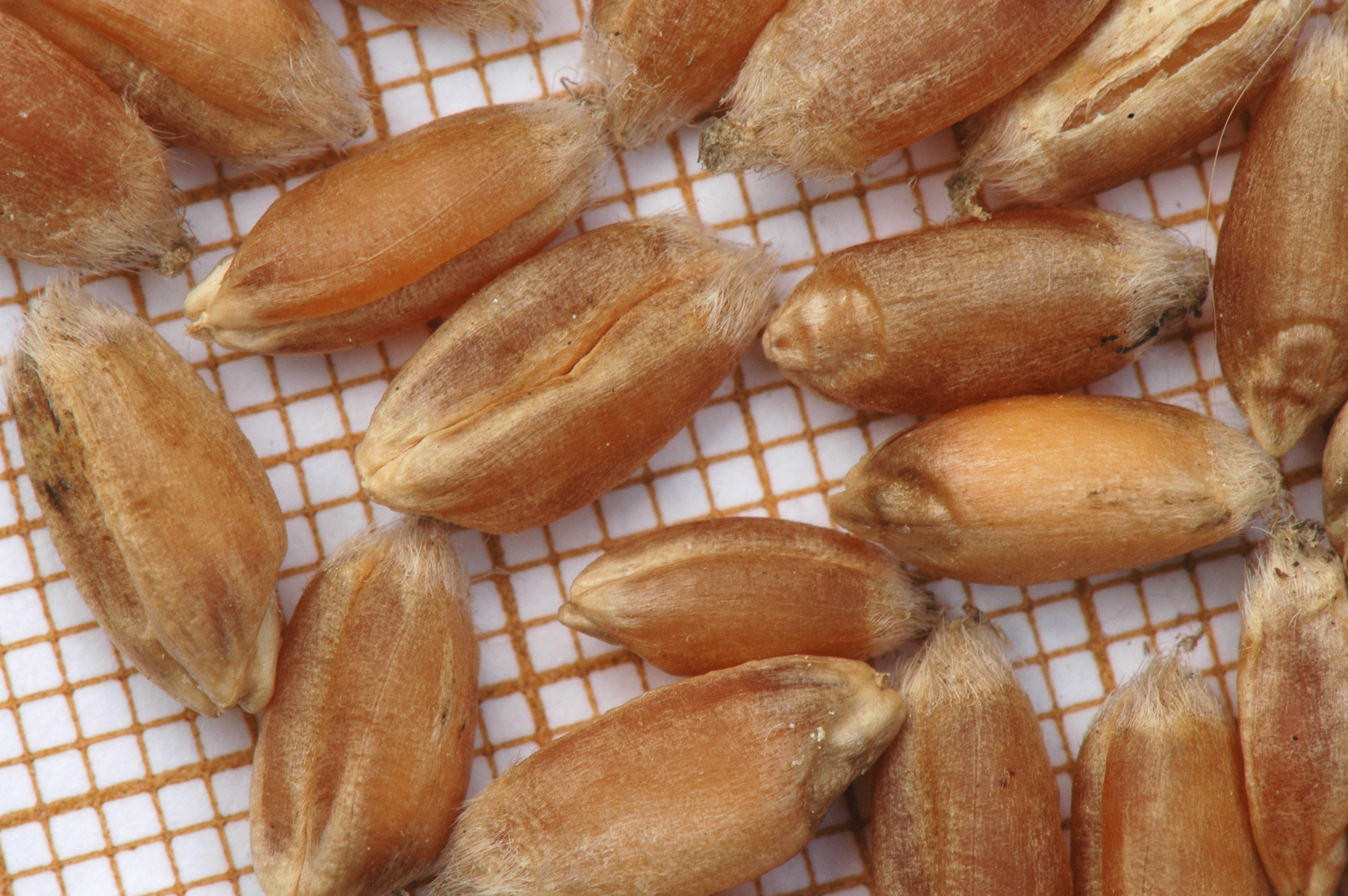
Gros plan des grains.

Triticum aestivum est une espèce hexaploïde au génome de type AABBDD, composé de 42 chromosomes (2n=6x=42). Le nombre chromosomique de base de base est x=7.

## Taxonomie
L'espèce Triticum aestivum a été décrite par Linné et publiée en 1753 dans son Species plantarum 1: 85. 1753. Désormais, le blé tendre est considéré comme la sous-espèce Triticum aestivum subsp. aestivum.

### Synonymes
Selon Catalogue of Life (7 mars 2018) :
- Frumentum triticum E.H.L.Krause, nom. superfl.
- Triticum aestivum subsp. vulgare Thell.
- Triticum aristatum Schübl., nom. superfl.
- Triticum aristatum aestivum (L.) Schübl., nom. superfl.
- Triticum cereale var. aestivum (L.) Klett & Richt.
- Triticum sativum Lam., nom. superfl.
- Triticum sativum var. aestivum (L.) Pers.
- Triticum sativum var. sinense Desv.
- Triticum sativum var. vulgare Desv.
- Triticum vulgare Vill., nom. superfl.
- Triticum vulgare var. aestivum (L.) Willd.
- Triticum vulgare var. aristatum Döll

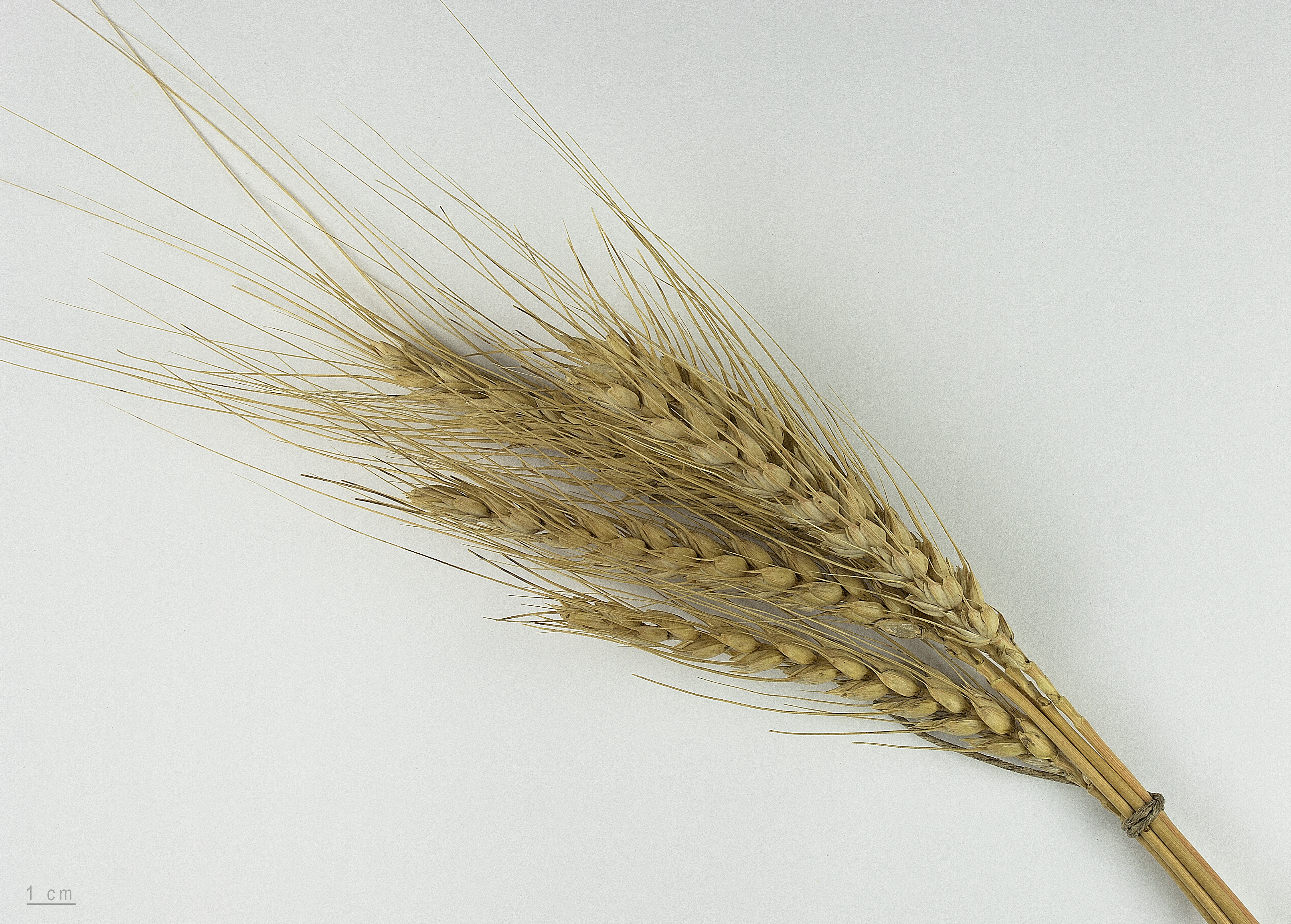
Triticum aestivum subsp. aestivum - MHNT

## Diversité
Pour répondre aux besoins d'une agriculture dite durable, et afin de retrouver des agrosystèmes plus résilient face aux changements globaux, la diversité génétique des espèces agricoles devient un enjeu majeur.
Selon la littérature scientifique, le blé a subi une première perte majeure et historique de diversité génétique lors de sa domestication (réduction de 69 % de la diversité entre les formes sauvages tétraploïdes (Triticum dicoccoides) et l’espèce blé tendre hexaploïde (Triticum aestivum) qui en est issue,. Puis au XXe siècle, avec l'apparition des semenciers / sélectionneurs, le développement de la rationalisation des cultures et de leur intensification, est apparu un important travail de sélection variétale, en France dont on pouvait craindre l'impact sur l'évolution de la diversité génétique. Des chercheurs de l'Institut national de recherche agronomique (INRA) ont mesuré l'évolution de cette diversité génétique à l'aide de l’index de variation génétique de Nei (H) et ont montré que la diversité génétique des blés français a été maintenue élevée (H = 0,7) au cours des 50 dernières années. Il en existait encore au début du XXe siècle des variétés locales (dites variétés de pays) cultivées sur certains terroirs et issus de semences paysannes mais elles semblent en France avoir disparu vers le milieu du XXe siècle, au profit de variétés développées puis vendues par les semenciers. En 2023, plus de 1000 variétés sont inscrites au catalogue officiel français des espèces et variétés et plus de 6700 au catalogue européen.
Cependant, depuis quelques années, des paysans resélectionnent des blés anciens, récoltés sur toute la planète[réf. nécessaire].
Une méta-analyse faite sur la base d'analyses moléculaires par Van de Wouw et al. sur les variations de la diversité génétique chez huit espèces de plantes cultivées dans le monde (dont le blé tendre) a montré que la perte de diversité par remplacement des variétés anciennes par des cultivars modernes (reproduits industriellement) qui caractérise le XXe siècle a été encore plus marquée à deux périodes :
1. les débuts de la « révolution verte » née dans l'hémisphère nord, d'une agriculture industrielle, dopée par une forte croissance démographique et les besoins de reconstruction des après-guerres) et la disponibilité de moyens industriels de production de nitrates et de phosphore (usines d'explosifs reconverties) et de pesticides (qui ont bénéficié au début du XXe siècle de la recherche sur les armes chimiques).
2. l'exportation vers les pays du sud de cette révolution verte, comme nouveau modèle agronomique et économique, avec des succès et des échecs.

Dans de nombreux pays, cette révolution passe d'une part par une forte intensification agricole dans les années 1960 (avec forte augmentation de la productivité, mais appel massif aux remembrements, aux engrais et pesticides de synthèse et à l'irrigation et à la mécanisation qui ont dégradé les sols et déstructuré le tissu humain et social rural en favorisant l'exode rural et en supprimant des centaines de millions d'emplois agricoles) et d'autre part par la diffusion de quelques variétés sélectionnées à hauts rendements (mais souvent uniquement dans ces conditions intensives),.
Pour respecter les engagements internationaux des États, dans le cadre notamment de la Convention sur la biodiversité (CDB, RIO, juin 1992) et les engagements nationaux (Stratégie nationale pour la biodiversité ou SNB), et pour mieux connaître et suivre l'agrobiodiversité des espèces cultivées, la Fondation pour la recherche sur la biodiversité (FRB) a synthétisé (publication mi-2012) les indicateurs de suivi de la diversité génétique disponibles pour les plantes cultivées. Dans ce cadre, c'est le blé tendre qui a été choisi comme Plante modèle car mieux connu (via notamment les archives de l'INRA et les archives départementales pour le XXe siècle) et largement cultivé en France depuis le début du XXe siècle ; La FRB propose un tableau de bord contenant à la fois des données génétiques et des données de répartition des variétés de blé sur le territoire français (pour le XXe siècle). Ce tableau confirme une forte homogénéisation de la diversité génétique cultivée, mais aussi dans la « répartition des variétés entre et au sein des territoires marqués par leur histoire agricole ». Cette homogénéisation est probablement un facteur supplémentaire de vulnérabilité du blé « vis-à-vis des changements de l'environnement en cours et à venir (pathogènes, sécheresse, pratiques agricoles, etc.) ».
Afin de permettre notamment l’identification de gènes d’intérêt agronomique, ouvrant ainsi de nouvelles perspectives pour l’amélioration des variétés de blé et de sa culture, le Consortium international de séquençage du génome du blé (IWGSC, International Wheat Genome Sequencing Consortium), dans lequel l’INRA occupe une position de leader, a annoncé la publication de la première séquence de référence du génome du blé en août 2018. Ce résultat est le fruit d'un travail considérable portant sur la localisation précise de plus de 107 000 gènes, parmi lesquels des gènes potentiellement impliqués dans la qualité du grain, la résistance aux maladies ou la tolérance à la sécheresse. Il va  permettre de développer plus de quatre millions de marqueurs moléculaires dont certains sont déjà utilisés dans des programmes de sélection.

## Répartition géographique
Il est davantage cultivé dans les hautes latitudes (par exemple en France, au Canada ou en Ukraine) mais on le trouve aussi dans certains pays du sud avec des variétés plus résistantes à la sécheresse.

## Importance économique
Le blé tendre est la plante de grandes cultures la plus cultivée en France avec une superficie proche de 5 millions d’hectares qui représente plus de 60 % des surfaces de céréales à paille.
La production de blé tendre français s’élevait à près de 37 millions de tonnes en 2017, soit 34 % de plus qu’en 2016. Le stock de report français en blé tendre était, en début de campagne 2017/2018, estimé à 2,944 millions de tonnes (Mt). Ces données sont actualisées mensuellement sur le site de FranceAgriMer.
La France est le deuxième producteur mondial de blé tendre, juste derrière la Russie. Elle devance ainsi l’Australie, l’Allemagne, les États-Unis, le Canada et l’Ukraine. Chaque année, la moitié environ de la production française est disponible pour l’exportation. Les principaux clients de la France se répartissent à parts égales entre les pays de l’Union européenne et les pays tiers (principalement la rive sud de la Méditerranée et l’Afrique occidentale et centrale.

## Utilisation
Il est très employé pour l'alimentation du bétail, et parfois par les chasseurs pour l'agrainage du gibier. Aussi équilibré en acides aminés que le maïs, il est très appétant et nourrissant pour de nombreuses espèces.
Il arrive parfois que dans certains pays, en période de sécheresse, du blé subventionné destiné à l'alimentation humaine soit détourné vers l'alimentation du bétail, quand ce dernier manque de nourriture.
Il est aussi utilisé, et c'était autrefois son premier usage[Où ?], pour produire la farine panifiable utilisée pour la fabrication du pain, de pâtisseries et autres aliments.
Il sert aussi à la fabrication des bières blanches.

## Culture
Depuis longtemps cultivé sur des sols labourés pour le contrôle des adventices et de certaines espèces indésirables (escargots, limaces), puis cultivé avec une quantité croissante d'engrais et de pesticides, il est circonstantiellement l'objet de méthodes de technique culturale simplifiée (semis direct...) pour mieux protéger ou restaurer les sols qui sont dégradés par les labours répétés (érosion, déstructuration, perte de carbone et de matière organique, lessivage des nutriments, apparition d'une semelle de labour, etc.).
Il faut le semer chaque année pour obtenir une récolte : le cycle de développement du blé de la germination en passant par la croissance du plant feuillé, des fleurs, la fécondation et de la graine dure moins d’un an.
Les températures doivent être comprises entre -6°C et +20°C ; l’idéal est un temps chaud est des conditions d’ensoleillement au cours des dernières étapes de la croissance.
On peut diviser culture du blé en 8 étapes :
0. Semis (avec préparation du sol en amont)
Les grains sont choisis en fonction des caractéristiques des sols et de l’utilisation des grains. Le sol est préparé pour recevoir le semis que l’on fait plus ou moins dense selon les espèces et leur résistance aux maladies.
1. et 2. Germination et levée du blé
Le germe va se développer en formant deux parties, la première est composée des racines qui permettent l’ancrage dans le sol et la seconde, l’apex caulinaire pointant vers la surface. La température minimale de germination des graines est de 3°C. Les premières pousses sont visibles moins de dix jours après les semis. Cette étape se nomme la levée. Le développement des feuilles est régulé par des facteurs externes comme la durée du jour, le rayonnement au moment de la levée et la température.
3. Tallage
Des bourgeons se forment à l’aisselle des feuilles et donnent des tiges latérales creuses appelées talles. Chaque talle primaire donne des talles secondaires. Il y a aussi apparition des racines adventives, qui seront à l’origine de l’augmentation du nombre d’épis.
4. Montaison
Phase de croissance quantitative. Au sommet du bourgeon terminal se produit le début du développement de l'épi. Parallèlement, on assiste à l'allongement des entre-nœuds et donc des chaumes. La hauteur de la tige dépend de la variété cultivée et de la fertilité du sol.
5. Épiaison
On voit alors l'épi se dégager de la gaine (gonflement). À ce stade, le nombre total d'épis est défini, de même que le nombre total de fleurs par épi (chaque fleur peut donner un grain, on dénombre environ 45 grains par épi).
Par la suite, les épis sortent de leur gaine. Chaque épi est formé de plusieurs groupes de fleurs appelés épillets, entourés de glumelles et de glumes. Le blé fabrique son pollen et ses ovules. La floraison, avec la sortie des étamines, signifie que la fécondation a eu lieu.
6. Maturation
Les grains de blé se développent en plusieurs stades :
-le stade laiteux où le grain vert clair atteint sa taille définitive (le grain contient encore 50% d’humidité et le stockage des protéines touche à sa fin)
-le stade pâteux où le grain commence à devenir jaune, s’écrase facilement (le grain a perdu en humidité et l’amidon a été constitué). A ce stade les feuilles sont alors sèches et les nœuds de la tige encore verts.

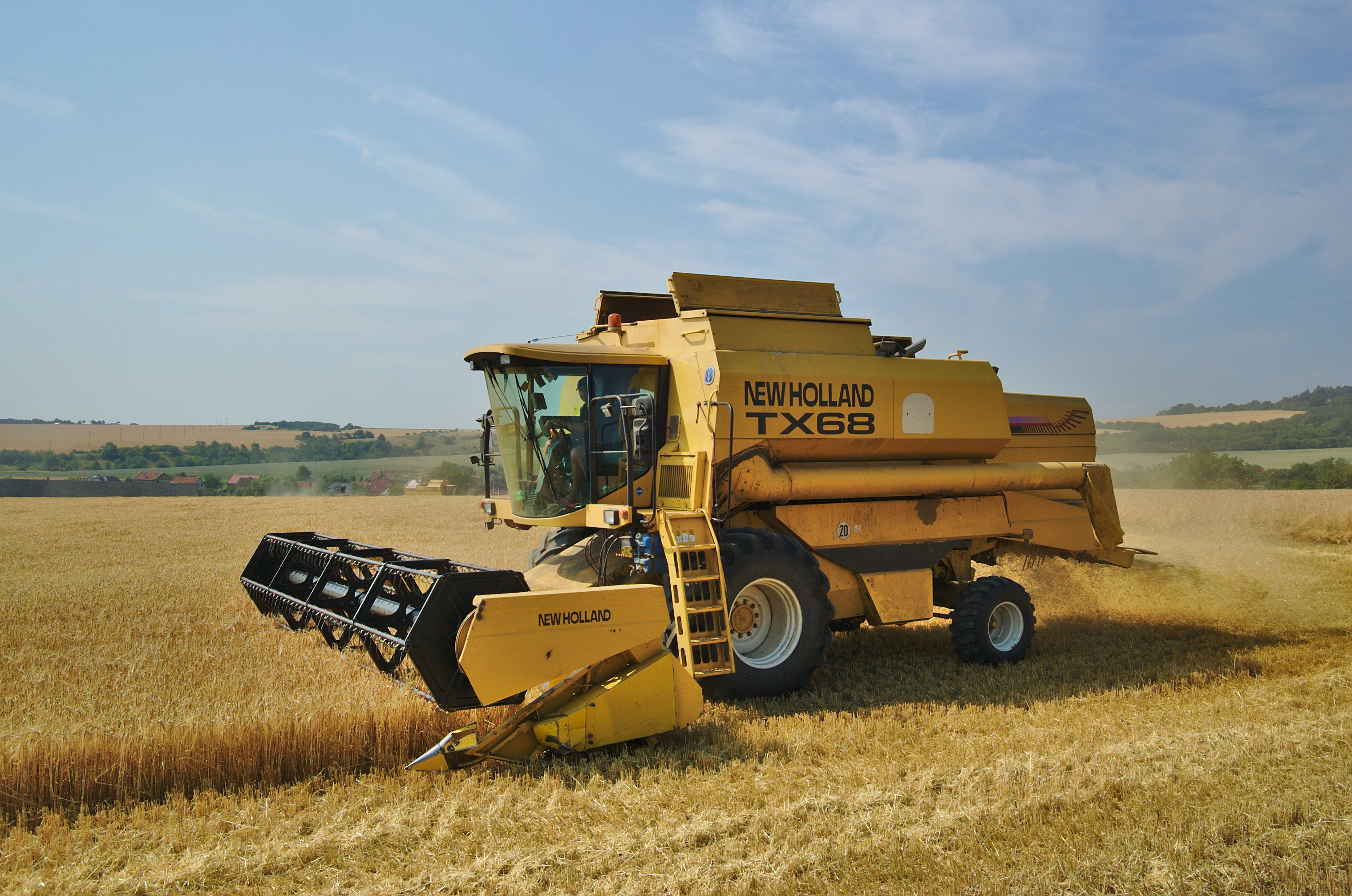
Moissonneuse-batteuse automotrice New Holland TX68. Broyeur de paille en action dans un champ de blé au cours d'une moisson.

Ensuite, le grain mûrit : il durci et prend une couleur vert/jaune. À maturité complète, le grain est doré et la plante est sèche (la teneur en humidité est d’environ 20%). À sur-maturité, le grain est mat et tombe tout seul de l’épi, il est prêt à être moissonné.
7. Moisson
Les épis de blé vont être coupés grâce à une moissonneuse batteuse tandis que les tiges sont rejetées au sol et les chaumes sont laissés sur place pour enrichir les champs. Les tiges sont récoltées et conditionnées sous forme de balles pour fournir la paille à l’exploitation.
Durée du cycle : il existe deux grands types de culture de blé, les blés d’hiver semés en automne (octobre) et récoltés en été (juillet), les blés de printemps semés en (février-mars) et récoltés en été.
Dans les deux cas, le blé est toujours moissonné l’été.

## Autres blés tendres

### Blé Oulianovska
Le blé Oulianovska (triticum aestivum) est un blé roux barbu originaire de la région d'Oulianovsk en Russie qui a été importé en France au XIXe siècle.
C'est un blé qui convient à toutes les terres moyennes à médiocres à condition qu'elles soient saines, pourvues de calcaire et de climat plutôt sec.
Les variétés Blé de Noé ou Red Fife du Canada proviennent de variété sélectionnées de semences paysannes importées d'Ukraine dès le XVIIIe siècle.

### Blé du Lot
Le blé du Lot est un blé blanc, non barbu et cultivé en Aquitaine.

### Blé Rousselin
Le blé Rousselin (triticum sativum) est un blé rouge sans barbe qui ressemble au blé rouge de Bordeaux.
Cette variété qui aime les sols un peu chauds et calcaires est cultivée dans le centre et le midi de la France.

## Dicton
- « À la Saint Florent (23 février), il est bien de semer le froment mais sans perdre de temps »[43]

## Symbolisme
Les noces de froment symbolisent les trois ans de mariage dans la tradition culturelle française.

Blason de la ville d'Oberentzen : D'azur à un épi de froment d'or posé en pal tigé et feuillé de même.